# Pedasis
Pedasis (en grec antic Πηδασίς) és el nom d'un districte de Cària poblat pels leleges que tenia per capital la ciutat de Pedasa.
Pedasa va ser unida en sinecisme a Halicarnàs l'any 334 aC, per Alexandre el Gran, però el territori va conservar el nom durant almenys quatre segles.